# HAT-P-33b
HAT-P-33b é um planeta extrassolar que orbita a estrela de classe F HAT-P-33, localizada a 419 parsecs (1 367 anos-luz) da Terra na constelação de Gemini. Sua descoberta foi anunciada em 2011 no Astrophysical Journal e foi feita pelo projeto HATNet por meio do método de trânsito.
HAT-P-33b é um Júpiter quente com 0,764 massas de Júpiter e 1,827 raios de Júpiter. Em outras palavras, tem cerca de três quartos da massa de Júpiter e um pouco menos que o dobro do raio de Júpiter. HAT-P-33b orbita sua estrela a uma distância média de 0,0503 UA, o que é cerca de 5% da distância entre a Terra e o Sol. Uma órbita é completada a cada 3,474474 dias (83,39 horas). HAT-P-33b tem uma temperatura de 1 838 K.
O melhor modelo para a órbita de HAT-P-33b sugere que ela é um pouco elíptica, com uma excentricidade de 0,148. No entanto, como HAT-P-33 tem altos níveis de jitter, é difícil determinar a excentricidade do planeta com precisão. A maioria das características do planeta foram calculadas assumindo que sua órbita é elíptica, mas os descobridores de HAT-P-33b também calcularam suas características assumindo que sua órbita é circular. O modelo com órbita elíptica foi adotado porque é o cenário mais provável.
HAT-P-33b tem uma inclinação orbital de 86,7º visto da Terra. Sua órbita está, portanto, quase virada de lado para a Terra, o que possibilita a observação da trânsitos.